# Мала-Церква
Мала-Цырква (болг. Мала църква) — село в Болгарии. Находится в Софийской области, входит в общину Самоков. Население составляет 456 человек.

## Политическая ситуация
В местном кметстве Мала-Церква, в состав которого входит Мала-Церква, должность кмета (старосты) с 2011 г. исполняет Ивайло Димитров Петров (партия АТАКА) по результатам выборов правления кметства.
Кмет (мэр) общины Самоков — Владимир Георгиев (Болгарская социалистическая партия (БСП)) по результатам выборов в правление общины.